# Tiger King
Tiger King: Mord, kaos og galskab (engelsk titel: Tiger King: Murder, Mayhem and Madness) er en amerikansk dokumentar-krimi-serie fra 2020 produceret af den amerikaske streamingtjeneste Netflix. Serien handler om den excentriske tigeropdrætter Joseph Maldonado-Passage – kendt under forretningsnavnet Joe Exotic – og rivaliseringen med dyreværnforkæmperen Carole Baskin, ejer af foreningen Big Cat Rescue.
Serien havde premiere på Netflix den 20. marts 2020 og består af syv episoder og én specialepisode.